# Didatismo
O didatismo é uma filosofia que enfatiza as qualidades instrucionais e informativas da literatura e de outros tipos de arte.

## Visão global
O termo tem sua origem na palavra grega antiga διδακτικός (didaktikos), "relacionada à educação e ensino", e significava aprendizado de uma maneira fascinante e intrigante.
A arte didática foi criada para entreter e instruir. As peças didáticas, por exemplo, pretendiam transmitir um tema moral ou outra verdade rica ao público. Um exemplo de escrita didática é An Essay on Criticism (1711), de Alexander Pope, que oferece uma série de conselhos sobre críticos e críticas. Um exemplo de didatismo na música é o canto Ut queant laxis, usado por Guido de Arezzo para ensinar sílabas de solfejo.
Por volta do século 19, o termo didático passou a ser usado também como uma crítica a trabalhos que parecem estar sobrecarregados com informações instrutivas, factuais ou educacionais, em detrimento do prazer do leitor (um significado bastante estranho ao grego pensamento). Edgar Allan Poe chamou o didatismo da pior das "heresias" em seu ensaio The Poetic Principle.

## Exemplos
Alguns exemplos de literatura didática incluem:[carece de fontes?]
- Obras e Dias, de Hesíodo (c. 700 a.C.)
- On Horsemanship, por Xenophon (c. 350 a.C.)
- O Panchatantra, de Vishnu Sarma (c. 300 a.C.)
- De rerum natura, de Lucrécio (c. 50 a.C.)
- Georgics, de Virgil (c. 30 a.C.)
- Ars Poetica por Horace (c. 18 a.C.)
- Ars Amatoria, de Ovid (1 a.C.)
- Thirukkural, por Thiruvalluvar (entre o século II a.C. e o século V d.C.)
- Remedia Amoris, de Ovid (AD)   1)
- Medicamina Faciei Femineae, da Ovid (entre 1 a.C. e 8 d.C.)
- Astronomica por Marcus Manilius (c. 14 d.C.)
- Epistulae morales ad Lucilium, de Seneca the Younger, (c. 65 d.C.)
- Cynegetica, por Nemesianus (século III dC)
- Os contos de Jataka (literatura budista, século V dC)
- Philosophus Autodidactus por Ibn Tufail (século XII)
- Theologus Autodidactus por Ibn al-Nafis (década de 1270)
- O Morall Fabillis de Esope, o Frígio (anos 1480)
- "Purush-Pariksha de Vidyapati
- O progresso do peregrino, de John Bunyan (1678)
- Rasselas, de Samuel Johnson (1759)
- The History of Little Goody Two-Shoes (anônimo, 1765)
- The Adventures of Nicholas Experience, de Ignacy Krasicki (1776)
- Os Bebês da Água, de Charles Kingsley (1863)
- If-, de Rudyard Kipling (1910)
- Siddhartha, de Hermann Hesse (1952)
- O Mundo de Sofia, de Jostein Gaarder (1991)
- Série O Mágico de Gramarye, de Christopher Stasheff (1968-2004)
- Livros infantis na Inglaterra: cinco séculos de vida social. de F. J. Harvey Darton[6]